# GSS Nuuk
Grønlands Seminariums Sportklub (også kendt som GSS Nuuk) er en idrætsklub fra Grønland med base i Nuuk. De konkurrerer i fodbold, håndbold og volleyball.
GSS Nuuk har vundet grønlandsmesterskabt i håndbold for både herrer og kvinder fra 2010 til 2023. 10 af spillerne på Grønlands kvindelandshold i håndhold kom fra GSS Nuuk i 2023.